# Otilia Ambrosiani
Vendela Maria Otilia Ambrosiani, född 28 februari 1843 i Solna, död 27 mars 1931 i Södertälje, var en svensk fotograf, verksam i Stockholm under 1870- och 1880-talet med ateljé på Klarabergsgatan 52.